# 19-й механизированный корпус
19-й механизированный корпус — оперативное войсковое объединение в составе ВС СССР во время Великой Отечественной войны.

## История
19-й механизированный корпус начал формироваться в марте 1941 года из 40-й и 43-й танковых и 213-й моторизованной дивизий.
Корпус входил в состав 5-я армии Киевского Военного Округа, преобразованного 22 июня 1941 года в Юго-Западный фронт.

## Командование
- Командир — генерал-майор танковых войск Фекленко, Николай Владимирович.
- Начальник штаба — полковник Девятов, Кузьма Григорьевич.
- Начальник оперативного отдела — майор А. И. Казаков.
- Заместитель начальника отдела политпропаганды — полковой комиссар Емельянов, Николай Васильевич (20.03.1941-30.08.1941).
  - Заместитель по политической части — полковой комиссар Калядин, Иван Семёнович (01.04.1941-30.08.1941).
- Начальник разведывательного отдела — капитан В. Ф. Чиж.
- Начальник отдела связи — полковник М. А. Абрамов.
- Начальник строевого отдела — капитан Н. С. Косторных.
- Начальник отдела тыла — майор А. В. Мухин.
- Начальник артиллерии — генерал-майор артиллерии Голосов, Елисей Александрович.
  - Начальник штаба артиллерии — полковник А. И. Клецов.
- Начальник инженерной службы — майор Ф. А. Радциг.
- Начальник химической службы — подполковник М. А. Померанцев.
- Начальник автотранспортной службы — майор Ф. М. Громов.
- Начальник санитарной службы — военврач 2-го ранга Наумов, Серафим Павлович (погиб 28.06.1941).

## Состав корпуса
Штаб корпуса находился в городе Бердичев.
В состав корпуса входили следующие соединения:
- 40-я танковая дивизия (полковник Широбоков, Михаил Васильевич)
  - 79-й танковый полк (подполковник Живлюк, Владимир Исидорович)
  - 80-й танковый полк (подполковник Зыбин, Борис Петрович погиб 28.06.1941, капитан Горелов, Владимир Михайлович)
  - 40-й мотострелковый полк (майор Инаури, Алексей Николаевич 25.03.1941-?, подполковник Тесля, Иван Трофимович 05.04.1941-?)
  - 40-й гаубичный артиллерийский полк (подполковник В. Пономарёв)
- 43-я танковая дивизия (полковник Цибин, Иван Григорьевич)
  - 85-й танковый полк (майор Н. М. Алабушев)
  - 86-й танковый полк (майор Воротников, Михаил Андреевич погиб в 1942 г.)
  - 43-й мотострелковый полк (майор Иванченко, Алексей Иванович 25.03.1941-?)
  - 43-й гаубичный артиллерийский полк (майор Тесленко, Владимир Васильевич погиб 03.07.1941)
- 213-я мотострелковая дивизия (полковник Осьминский, Василий Михайлович)
  - 702-й мотострелковый полк (подполковник Сенкевич, Сергей Иванович)
  - 739-й мотострелковый полк (полковник Шевченко, Иван Иванович)
  - 132-й танковый полк (полковник Неструев, Александр Александрович погиб 31.12.1943)
  - 671-й артиллерийский полк
- 21-й мотоциклетный полк
- 547-й отдельный батальон связи (капитан Маломошин, Сергей Петрович застрелился 26.06.1941)
- 86-й отдельный мотоинженерный батальон
- 119-я корпусная авиационная эскадрилья

## Численность
Численность личного состава на 22 июня 1941 года составляла 22 654 человек, что составляло 63 % от штатной численности.
Наличие бронетехники на 22 июня 1941 года (по списку) ЦАМО РФ
| Соединение                   | Т-27 | Т-37/38 | Т-40 | Т-26 | ХТ   | Т-34 | КВ-1 | Всего  | БА-20 | БА-10 | Всего |
| ---------------------------- | ---- | ------- | ---- | ---- | ---- | ---- | ---- | ------ | ----- | ----- | ----- |
| Управление                   |      |         |      |      |      | 1    |      | 1      |       |       |       |
| 40-я танковая дивизия        | 48   | 139/32  |      | 18   | 1/1  |      |      | 206/33 | 2     |       | 2     |
| 43-я танковая дивизия        |      |         |      | 187  | 46/3 | 2    | 5    | 240/3  | 9     |       | 9     |
| 213-я моторизованная дивизия |      |         | 13   | 47   |      |      |      | 60     | 9     | 6     | 15    |
| Всего                        | 48   | 139/32  | 13   | 252  | 47/4 | 3    | 5    | 507/36 | 20    | 6     | 26    |

Артиллерийский состав на 22 июня 1941 года:
| Соединение                   | 76-мм. пушка | 37-мм. МЗА | 152-мм. гаубицы | 152-мм. гаубицы | 82-мм. миномёты | 50-мм. миномёты |
| ---------------------------- | ------------ | ---------- | --------------- | --------------- | --------------- | --------------- |
| 40-я танковая дивизия        |              | 4          | 4               | 8               | 12              | 27              |
| 43-я танковая дивизия        | 4            | 4          | 12              | 12              | 12              | 22              |
| 213-я моторизованная дивизия | 8            | 4          |                 | 4               | 8               | 60              |

Автотранспортный состав на 22 июня 1941 года:
| Соединение                   | Автомобили | Тракторы | Мотоциклы |
| ---------------------------- | ---------- | -------- | --------- |
| 40-я танковая дивизия        | 157        | 5        |           |
| 43-я танковая дивизия        | 630        | 15       | 18        |
| 213-я моторизованная дивизия | 140        | 47       |           |

Количество автотранспорта:
- Автомобилей — 865;
  - Легковых автомобилей — 43;
  - Грузовых автомобилей ГАЗ,ЗИС — 574;
  - Автоцистерн — 87;
  - Автомастерских — 26;
  - Автобусов — 5;
- Тракторов — 85;
- Мотоциклов — 18.

На 7 июля 1941 года в корпусе было в наличии 66 танков, на 15 июля 1941 года — уже только 33 танка, из них 4 КВ, 7 Т-34, 22 Т-26, 2 БА, а на 1 августа 1941 года осталось 28 танка.